# Dust (album d'Ellen Allien)
Pour les articles homonymes, voir Dust.
Albums de Ellen Allien
Sool
(2008)
Dust est un album d'Ellen Allien, sorti en 2010 sur son label BPitch Control.

## Liste des morceaux
| 1.    | Ourutopie         | 4:11 |
| 2.    | Flashy Flashy     | 4:23 |
| 3.    | My Tree           | 3:48 |
| 4.    | Sun the Rain      | 4:27 |
| 5.    | Should We Go Home | 6:54 |
| 6.    | Ever              | 6:10 |
| 7.    | You               | 2:50 |
| 8.    | Dream             | 4:27 |
| 9.    | Huibuh            | 4:33 |
| 10.   | Schlumi           | 4:10 |
| 45:53 |                   |      |